# Консейсан-ду-Арагуая (мікрорегіон)

Консейсан-ду-Арагуая на карті

Консейсан-ду-Арагуая (порт. Microrregião de Conceição do Araguaia) — мікрорегіон в Бразилії, входить в штат Пара. Складова частина мезорегіону Південний схід штату Пара. Населення становить 136 684 чоловік (на 2010 рік). Площа — 31 195,474 км². Густота населення — 4,38 чол./км².

## Склад мікрорегіону
До складу мікрорегіону включені наступні муніципалітети:
1. Консейсан-ду-Арагуая
2. Флореста-ду-Арагуая
3. Санта-Марія-дас-Баррейрас
4. Сантана-ду-Арагуая

| Бразилія | Це незавершена стаття з географії Бразилії. Ви можете допомогти проєкту, виправивши або дописавши її. |